# Ebba di Coldingham
Ebba di Coldingham, detta anche  Ebba l'Anziana (in inglese: St Æbbe the Elder) (Northumbria, ... – Coldingham, 25 agosto 683), era una principessa scozzese, che divenne monaca e fondò monasteri a Ebchester e a St Abb's Head presso Coldingham in Scozia.

## Biografia
Era figlia del re di Bernicia Æthelfrith e di Acha di Deira. Æthelfrith aveva invaso il vicino regno di Deira nel 604. Egli unì il regno di Deira a quello di Bernicia, fondando così la Northumbria, di cui divenne il primo re. Per rafforzare le sue pretese sul territorio conquistato, sposò  Acha, principessa della casa reale di Deira, e ne esiliò il fratello Edwin. Edwin si rifugiò presso la corte di Redwald dell'Anglia orientale e con il suo aiuto, nel 616, prese le armi contro Æthelfrith, che venne sconfitto ed ucciso nella prima battaglia. Edwin quindi assunse il trono della Northumbria. Figli e moglie del re sconfitto non si sentivano a questo punto sicuri, in quanto potenziali rivali di Edwin per il trono di Northumbria e fuggirono rifugiandosi presso il re Domnall Brecc di Dál Riata.
Ebba era ancora bambina quando la famiglia si trasferì presso Domnall Brecc. Fu durante questo esilio, che lei ed i suoi fratelli si convertirono al cristianesimo.
I figli di Æthelfrith rappresentavano sempre una minaccia per Edwin, che infine, nel 633, venne sconfitto ed ucciso in battaglia dagli eserciti alleati di Penda, re di Mercia, e di Cadwallon, re gallese.
Eanfrith, figlio primogenito di Æthelfrith e fratellastro di Ebba, divenne re di Bernicia, ma fu tradito da Cadwallon, che lo uccise.
L'anno successivo il figlio di Æthelfrith, Oswald tornò e cacciò gl'invasori sia dalla Bernicia che dal regno di Deira, salendo egli stesso sul trono di Northumbria. Tuttavia nel 642 egli venne sconfitto ed ucciso in battaglia da Penda egli successe come re Oswiu.
Con i fratelli sul trono di Northumbria, Ebba poté rientrare dall'esilio e con il loro sostegno fondò un monastero ad Ebchester e successivamente a urbs Coludi, oggi nota come Kirk Hill a St Abb's Head, poi divenuta Priorato di Coldingham. Questa casa di religiosi durò circa 40 anni e fu un monastero doppio diretto da Ebba. La leggenda dice che ella si era fatta suora per evitare la corte di un certo principe Aidan. La leggenda dice anche che le sue preghiere fecero sì che la marea fosse rimasta alta tre giorni attorno a Kirk Hill per proteggerla.
Ebbe fu una grande maestra e politica, portando il cristianesimo agli allora ancor pagani Angli, che si erano stabiliti lungo le coste orientali dell'isola fin dal V secolo. Ella educò l'ex regina Ætheldreda, prima moglie di Ecgfrith, che più tardi, divenuta autonoma dalla tutela di Ebbe, fondò una casa di religiosi ove ora vi è la cattedrale di Ely ed è venerata come santa.
La sua capacità politica si rivelò importante nel comporre le dispute fra l'allora re di Northumbria, suo nipote Ecgfrith, che era succeduto al padre Oswiu nel 670, ed il vescovo Vilfrido. I dissidi nacquero allorché Vilfredo decise di appoggiare la regina Ætheldreda, la quale, nonostante si fosse sposata, voleva mantenere la propria verginità ed entrare in un monastero. Con l'aiuto di Vilfredo ella divenne monaca nel monastero di Ebba. I cattivi rapporti fra la corte e Vilfrido continuarono anche con la seconda moglie di Ecgfrith, Iurmenburh, la quale era divenuta ostile al vescovo a causa dei vasti possedimenti che questi aveva acquisito, attraverso i quali viaggiava con un grosso seguito di uomini in armi, come se fosse stato un re. I dissidi culminarono nell'incarcerazione di Vilfrido a Dunbar, per capriccio di Ecgfrith.
Grazie all'acume politico di Ebba, durante una visita del re al monastero, ella riuscì a persuaderlo a rilasciare il vescovo.
La vita reale nei primi insediamenti cristiani non era sempre ispirata alla continenza. A causa della provenienza dalla nobiltà dei membri delle comunità religiose, i monasteri sarebbero stati anche luoghi ove si mangiava, bevevo e ci si divertiva. Mentre Ebba era nota per la sua devozione e sobrietà, ella faceva fatica a mantenere la disciplina nel monastero. Monaci e suore allora erano divenuti molto negligenti e laicizzati nei loro comportamenti.
Ciò condusse ad uno dei più noti miracoli la cui fama circondava il patrono della Scozia sudorientale e dell'Inghilterra nordorientale, san Cutberto, che visitò il monastero di Ebba per istruire la sua comunità. Di notte Cutberto sarebbe scomparso per bagnarsi e pregare in mare, al fine di non soccombere alle tentazioni della carne. Molto presto, un mattino, un monaco del monastero lo spiava mentre pregava e cantava i salmi nel mare e quando Cutberto venne a riva, egli vide, o credé di vedere, due lontre uscire dall'acqua e raggiungerlo. Il più probabile luogo ove questo sarebbe avvenuto è la baia di Horse Castle, alla base di Kirk Hill.

## Culto
Poco dopo la morte di Ebba, come era stato detto in una profezia del monaco Adamnan, il monastero bruciò totalmente (683). La gente di allora ritenne questa la volontà di Dio, contro la quale non si doveva andare, ed il sito monastico fu abbandonato. Nella prima metà dell'VIII secolo, Beda il Venerabile verificò tutto ciò dicendoci che il sito era deserto. Tuttavia i primi sforzi per instaurare la religione cristiana nel sud est della Scozia, intrapresi da Ebba, non furono dimenticati ed in un libro scritto verso il 1200 dai monaci del Priorato di Coldingham,  si parla di numerosi pellegrini che visitavano Kirk Hill e la fonte a Well Mouth, posta all'estremità della spiaggia oggi denominata Horse Castle Bay.
Sant'Ebba viene celebrata il 25 agosto.